# János Hunyady

Herb Jánosa Hunyadyego

János (Jan) Hunyady/Janko Sibińanin, łac. Ioannes Corvinus, węg. Hunyadi János, rum. Iancu de Hunedoara, srb. Сибињанин Јанко/Sibinjanin Janko (ur. ok. 1387 w Hunyady, obecnie Hunedoara w Rumunii, zm. 11 sierpnia 1456 w Zemunie, dziś część Belgradu) – magnat węgierski, dowódca wojsk węgierskich, wojewoda siedmiogrodzki, węgierski bohater narodowy, pogromca Turków w bitwie pod Belgradem zwany przez nich Przeklętym Jankiem. W latach 1416–1456 gubernator Węgier, a w okresie 1446–1453 regent Węgier.

## Pochodzenie i rodzina
János urodził się w rodzinie szlacheckiej ok. 1387 r. (według niektórych źródeł w 1400 r.) jako syn Vojka (Voyka, Vajka lub Voicu), syna Serba (Sorba lub Serbe). Jego matką była Erzsébet (Elżbieta) Morzsinay (Elisabeta Mărgean z Cinciș), szlachcianka z Hunyady, pochodząca ze znaczącej rodziny Morzsinay.
Jego żoną była Erzsébet (Elżbieta) Szilágyi, pochodząca ze znaczącej rodziny szlacheckiej Szilágy (ich nazwisko pochodziło od nazwy hrabstwa, obecnie nazywanego Sălaj). János i Elżbieta mieli dwóch synów: Władysława i Macieja Korwina.
Na dworze Hunyadego wychował się Stefan Zápolya, mąż Jadwigi Piastówny, założyciel rodu władców Siedmiogrodu związanego później z Polską.
Nauczycielem jego synów był Grzegorz z Sanoka. Dopomógł uzyskać tron Władysławowi III.

## Kariera wojskowa

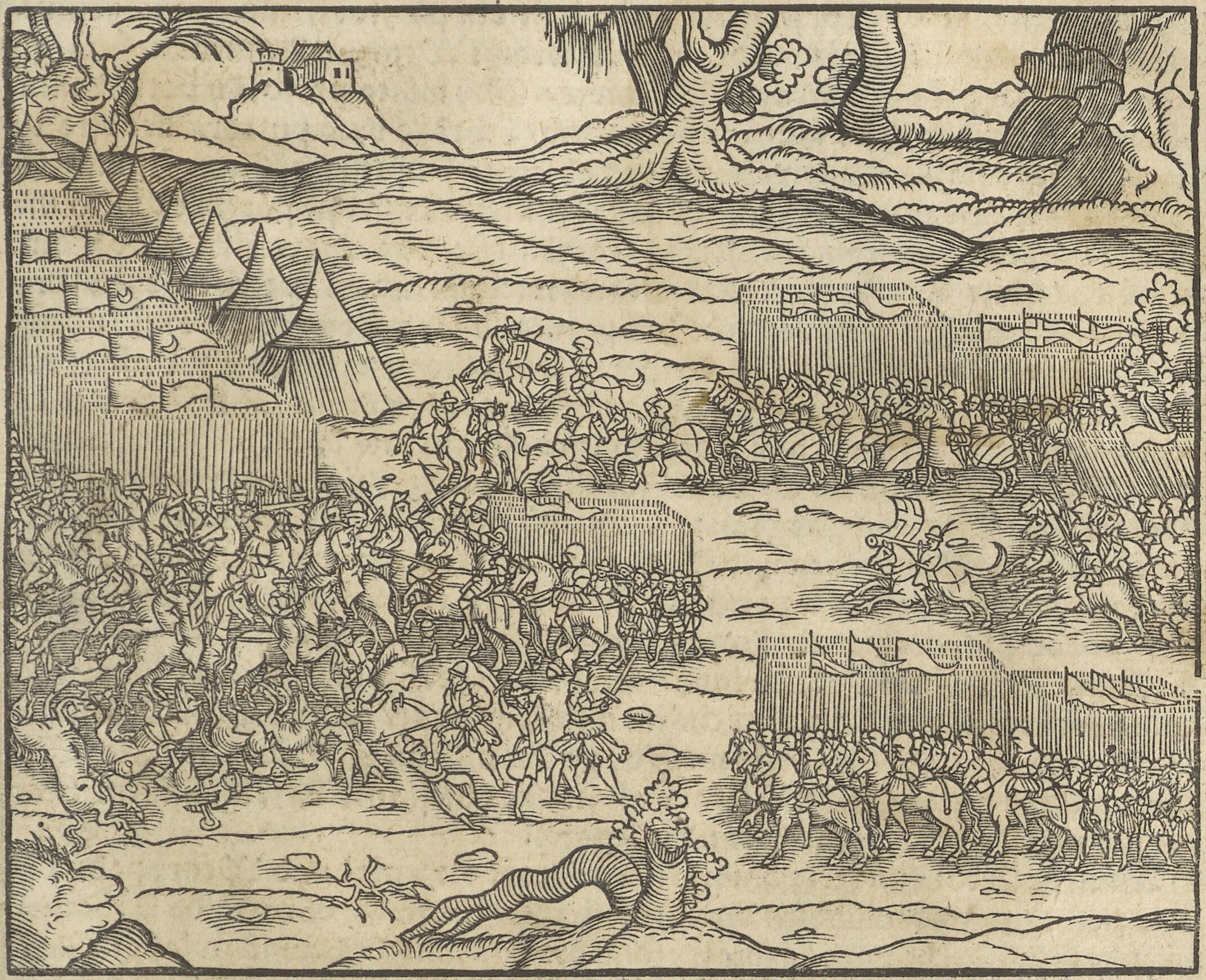
Bitwa pod Warną

János brał udział w wojnach husyckich w 1420 r. Opanował chaos, który nastał na Węgrzech po przegranej bitwie pod Warną i śmierci Władysława Warneńczyka w 1444 r. Został pokonany przez Turków w drugiej bitwie na Kosowym Polu w 1448 r. Wykupiony z niewoli w 1456 r. odparł natarcie tureckie na Belgrad broniony przez brata jego żony, Michała Szilágyiego. Tam też zmarł w wyniku zarazy. Został pochowany w katedrze w Alba Iulia (Gyulafehérvár) obok swojego starszego brata. Do dziś jest uważany za bohatera Węgier, dającego przykład walki o niepodległość państwa.
János Hunyady był poważany i ceniony w średniowieczu jako genialny strateg. W pełni zasłużył sobie na swą sławę w czasie oblężenia Belgradu. Gdy król Węgier wraz z magnatami zostawili kraj na pewną klęskę wobec wielkiej przewagi armii tureckiej liczącej ok. 150 tys. ludzi, János Hunyady, posiadając jedynie elitarne oddziały jazdy utrzymywane z własnej kiesy, powołał pod broń mieszczan i chłopów stawiając w gotowości bojowej ok. 50–60 tys. ludzi. Śmiałym atakiem zniszczył blokującą Belgrad flotę turecką na Dunaju i przedarł się do miasta. Sułtan turecki Mehmed II Zdobywca rozkazał do skutku prowadzić ciągły ostrzał miasta. Podczas jednego ze szturmów doborowa piechota turecka – janczarzy – pokonała fortyfikacje i wtargnęła do doliny rozdzielającej Belgrad na dwie części. Jednak wkrótce cała dolina stanęła w ogniu, bowiem obrońcy zawczasu wyścielili ją słomą i polali olejem. Podpalone wiechcie zmieniły się w wielki piec, w którym zginęło kilkanaście tysięcy janczarów. Decydujące starcie odbyło się 21 i 22 lipca 1456. Hunyadyemu udało się opanować turecki obóz i zająć stanowiska artylerii. Co ważniejsze, w zamieszaniu został ranny sułtan. Na wieść o tym w szeregach tureckich wybuchła panika. Bitwa zamieniła się w rzeź. Na polu bitwy zostało 50 tys. ciał Turków, a dalsze 25 tys. zginęło z rąk bałkańskich chłopów. To świetne zwycięstwo, które odepchnęło Turków od granic Węgier, zostało okupione dotkliwymi stratami. Jedną z nich była śmierć Jánosa Hunyadyego na tyfus.

## Pamięć
Grobowiec Jánosa Hunyadyego znajduje się w południowej nawie katedry Świętego Michała w Alba Julia.